# Hedysarum shanense
Hedysarum shanense är en ärtväxtart som beskrevs av L.R.Xu och B.H.Choi. Hedysarum shanense ingår i släktet buskväpplingar, och familjen ärtväxter. Inga underarter finns listade i Catalogue of Life.